# Caso Chambers v. Florida
Chambers v. Florida, caso 309 do volume 227 (1940), foi um caso importante em que a Suprema Corte dos Estados Unidos discutiu o quanto a pressão policial feita com o objetivo de fazer com que um possível criminoso confesse o crime que pode ter cometido poderia violar o Devido processo legal.
O caso consistia em um recurso para a Suprema Corte feito contra uma decisão judicial que julgou que quatro homens negros teriam sido culpados pelo assassinato de um homem branco na Flórida. A decisão final da Suprema Corte foi a reversão da condenação e julgar inconstitucional qualquer tentativa policial de pressionar possível um criminoso para obter a sua confissão durante um processo judicial. O caso é conhecido por ter sido a primeira vitória de Thurgood Marshall na Suprema Corte.